# インフィニティ・Q30コンセプト
Q30コンセプト（Q30 Concept ）は、インフィニティがフランクフルトモーターショー2013で発表したコンセプトカーである。この車は後にインフィニティ・Q30として市場に参戦した。
このコンセプトカーはハッチバックでありながら、クーペやCUVの機能も兼ね備えており、インフィニティが提唱する新しいスタイルの先駆けであった。メカニズムは技術提携関係にあったメルセデス・ベンツのプラットフォームを使用している。